# Voyages d'exploration scientifique

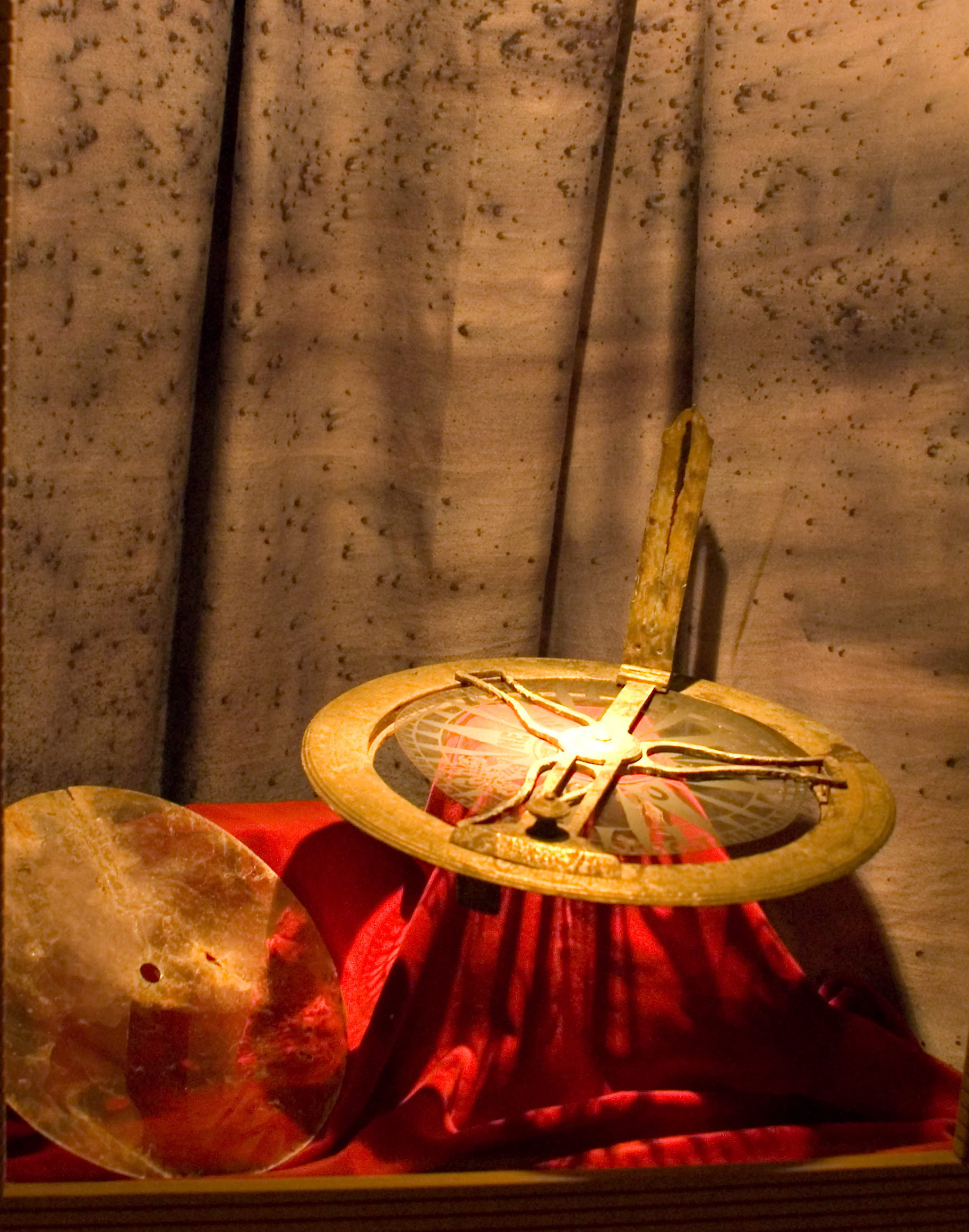
Boussole (XVIII)

Les voyages d'exploration scientifique se sont développés en Europe après l'époque des grandes découvertes, favorisés par les innovations techniques (théodolite, octant, chronomètre de précision, compas, télescope, etc.) et motivés par l'émergence de nouveaux courants philosophiques et scientifiques (Jean-Jacques Rousseau, Buffon, Charles Darwin, etc.).

## Objectifs et bilan
C'est à partir du milieu du XVIIIe siècle et au cours du XIXe siècle que se multiplient les expéditions possédant à des degrés divers un caractère scientifique. Plus que découvrir de nouvelles terres, ces missions ont pour but de cartographier les différentes régions, de découvrir la faune et la flore, de réaliser des observations astronomiques ou météorologiques et de tester les nouvelles théories sur les moyens de calculer la longitude. Elles ont aussi, très souvent, des objectifs politiques qui visent à établir ou renforcer des colonies.
Ces voyages ont, dans l'ensemble, permis de procéder à des relevés cartographiques, de tracer de nouvelles routes pour le commerce maritime, de découvrir des territoires, des espèces végétales et animales inconnus des européens, de rapporter en Europe des spécimens de plantes et de fruits tropicaux, et de faire progresser certaines disciplines (histoire naturelle, botanique, taxinomie, médecine, géographie, hydrologie, ichtyologie, océanographie, etc.). Ils permirent aussi aux européens d'entrer en contact avec des peuples inconnus d'eux cela entrainant diverses conséquences. Enfin ils permirent l'établissement de relations diplomatiques et commerciales avec plusieurs pays et l'élargissement de la sphère d'influence européenne.

## Chronologie des voyages

### 1764-1766:HMSDolphin
Ce serait le premier voyage scientifique, entrepris par la Royal Navy britannique. Pourtant, son but premier est la découverte de nouvelles terres dans le sud de l'océan Atlantique. C'est durant ce voyage que sont découvertes plusieurs îles de l'archipel des Tuamotu.
- Capitaine : John Byron (1723-1786).
- Publications : J. Byron, A Voyage round the World (Londres, 1767), traduit en français la même année sous le titre de Voyage autour du monde fait en 1764 et 1765, sur le vaisseau de guerre anglais « le Dauphin », commandé par le chef d'escadre Byron… (Paris).

### 1766-1768:HMSDolphinetSwallow
Voyage autour du monde du navigateur anglais Samuel Wallis, à bord du Dolphin, accompagné par Philip Carteret à bord du Swallow. Partis de Plymouth en août 1766, les deux navires franchissent le détroit de Magellan en décembre 1766 mais peu après des conflits entre les deux capitaines entraînent leur séparation.
Le Dolphin entre dans la baie de Matavai à Tahiti le 17 juin 1767. La mission de Samuel Wallis étudie les mœurs des Polynésiens et reprend le chemin du retour un mois plus tard, gagne Batavia, aux Indes néerlandaises et retourne à Londres en mai 1768.
De son côté, Philip Carteret à bord du Swallow, lancé en 1745, explore et étudie les Îles Salomon, la Nouvelle-Irlande (qui fait aujourd'hui partie de la Papouasie-Nouvelle-Guinée) et des îles de l'archipel indonésien (Sulawesi entre autres). L'expédition fait escale aussi à Batavia de juin à septembre 1768 et regagne Londres en mars 1769.
- Capitaine : Samuel Wallis (1728-1795) (chef de l'expédition), Philip Carteret (1733-1796) (commandant le Swallow qui fut séparé du Dolphin et revint à son point de départ un an après)
- Tobias Furneaux (1735-1781) est second lieutenant

### 1766:HMSNiger
Ce navire britannique, lancé en 1759, explora Terre-Neuve et le Labrador avec à son bord Thomas Adams (en) (capitaine), Joseph Banks et Constantine Phipps.

### 1766-1769:LaBoudeuseetL'Étoile

La circumnavigation de Bougainville en 1766-1769.

Ordonné par Louis XV, c'est le premier voyage autour du monde entrepris par des Français. La découverte et la description de Tahiti pour Louis-Antoine de Bougainville dans son récit de voyage auront un impact très important sur les philosophes de l'époque des Lumières et notamment sur Jean-Jacques Rousseau (1712-1778). Ce projet de voyage est longuement organisé par Louis-Antoine de Bougainville qui reçoit le soutien d'éminentes personnalités de son temps comme Charles de Brosses (1709-1777), Buffon (1707-1788), Pierre Louis Moreau de Maupertuis (1698-1759) et Joseph Jérôme Lefrançois de Lalande (1732-1807).
Le but de l'expédition était de découvrir de nouveaux territoires disponibles pour la colonisation, d'ouvrir une nouvelle route pour atteindre la Chine, de fonder de nouveaux comptoirs pour la Compagnie française des Indes orientales et, enfin, de découvrir des épices acclimatables pour l'île de France.
- Capitaines : Louis Antoine de Bougainville (1729-1811) chef d'expédition, Nicolas-Pierre Duclos-Guyot (capitaine de la Boudeuse), François Chenard de la Giraudais (1727-1775) (capitaine de l'Étoile),
- Naturaliste : Philibert Commerson (1727-1773).
- Astronome : Pierre-Antoine Véron (1736-1770).
- Cartographe : Charles Routier de Romainville (1742-1792?).
- Publication : Louis-Antoine de Bougainville, Voyage autour du monde par la frégate du roi la Boudeuse et la flûte l'Étoile, en 1766, 1767, 1768 et 1769 (Paris, 1771).

Véron débarqué sur l'Île de France, comme Commerson, meurt en 1770 à Timor en Indonésie. Commerson meurt en 1773. Ses notes et ses spécimens sont dispersés et en partie perdus. Buffon en utilisera quelques extraits pour son Histoire naturelle.

### 1768-1771:HMB Endeavour
De nombreuses observations sont faites durant ce voyage comme le transit de Vénus autour du soleil (1769), la découverte de nouvelles îles dans les Tuamotu et les îles de la Société, le premier tour de la Nouvelle-Zélande, la côte est de l'Australie à Botany Bay (1770)…
- Capitaine : James Cook (1728-1779).
- Naturalistes : Sir Joseph Banks (1743-1820) et Daniel Solander (1733-1782).
- Astronome : Charles Green (1735-1771).
- Dessinateur : Sydney Parkinson (1745-1771).
- Publications : A Journal of a voyage round the world [Texte imprimé], in His Majesty's ship Endeavour, in the years 1768, 1769, 1770, and 1771… to which is added, a Concise vocabulary of the language of Otahitee (Londres, 1771). L'identité du ou des auteurs de ce compte-rendu reste matière à controverse puisque différents auteurs l'attribuent à Cook, à Banks, à Solander ainsi qu'à différents officiers ayant pris part au voyage. Il est traduit en français sous le titre de Journal d'un voyage autour du monde, en 1768, 1769, 1770, 1771; contenant les divers événements du voyage; avec la relation des contrées nouvellement découvertes dans l'hémisphère méridional… (Paris, 1772).
John Hawkesworth (v. 1715-1773) est commissionné par l'Amirauté pour faire une synthèse des différentes expéditions sous le titre d’An Account of the Voyages undertaken… for making discoveries in the Southern Hemisphere and performed by Commodore Byrone John Byron, Captain Hallis, Captain Carteret and Captain Cook (from 1702 to 1771) drawn up from the Journals… (Londres, trois volumes, 1773),

### 1771-1772: L'Isle de FranceetLe Nécessaire
Le but de ce voyage est de récolter des pieds d'épices afin d'en assurer la production à l'île Maurice, ceci afin de contourner le monopole de leur commerce par les Hollandais.
- Capitaines : Jean René de Coëtivy-Le Borgne (flûte Isle de France) et M. Cordé (corvette Le Nécessaire).
- Naturaliste : Pierre Sonnerat (1748-1814).
- Publication : P. Sonnerat, Voyage à la Nouvelle-Guinée, dans lequel on trouve la description des lieux, des observations physiques et morales, et des détails relatifs à l'histoire naturelle… (Paris, 1776).

### 1772:Sir Lawrence
Avec à son bord Sir Joseph Banks (1743-1820), Daniel Solander (1733-1782), John Gore (en), explore les îles le long de la côte ouest d'Écosse et l'Islande.

### 1772-1775:HMSResolutionetHMSAdventure
C'est le deuxième voyage autour du monde commandé par le capitaine Cook. Il visite à nouveau la Nouvelle-Zélande, fait le tour de l'Antarctique et découvre de nombreuses îles dans le Pacifique. Le suédois Sparrman est embarqué lors d'une escale au Cap.
- Capitaines : James Cook (1728-1779) (Resolution) chef d'expédition, Charles Clerke et Tobias Furneaux (1735-1781) (Adventure).
- Chirurgien-naturaliste : William Anderson (1750-1788).
- Naturalistes : Johann Reinhold Forster (1729-1798), Georg Forster (1754-1794) et Anders Sparrman (1748-1820).
- Astronome : William Wales (v. 1734-1798)
- à noter la présence à bord comme membre d'équipage de George Vancouver qui deviendra un explorateur célèbre
- Publications : Cook comme les deux Forster ont fait paraître le récit de ce voyage.

### 1771-1772:La FortuneetLe Gros Ventre
Exploration du sud de l'océan Indien et des routes maritimes vers l'Inde
- Capitaines : Yves Joseph de Kerguelen-Trémarec (1738-1772) et Louis Aleno de Saint-Aloüarn sur les flûtes (gabares) La Fortune et Le Gros Ventre.

C’est du Gros Ventre que fut mis à l'eau la chaloupe à bord de laquelle Boisguehenneuc accosta au sud-ouest de l'île principale des Kerguelens premier homme connu à aborder cet archipel dont il prit possession au nom du roi de France. Le 16 février 1772, les deux bateaux se perdirent de vue. Tandis qu'Yves de Kerguelen décidait de rentrer, Saint-Aloüarn sur le Gros Ventre poursuivit le voyage initialement prévu vers l'est, atteignant le 17 mars la Nouvelle-Hollande, côte occidentale de l'actuelle Australie. Il aborda le 28 mars la Baie des Chiens-Marins et réussit faire accoster deux jours plus tard une chaloupe, menant ainsi une exploration vers l’intérieur des terres et dressant la carte des lieux. Il prit possession de la région au nom du Roi. En 1998, la bouteille et les pièces d'or déposées par Saint-Alouën ont été retrouvées, prouvant que la France est la première nation occidentale à avoir débarqué en Australie.

### 1773-1774:Le Roland,L'Oiseau (frégate) et la Dauphine (corvette)
Exploration du sud de l'océan Indien
- Capitaine : Yves Joseph de Kerguelen-Trémarec
- Naturaliste : Jean-Guillaume Bruguière
- Astronome : Joseph Lepaute Dagelet

### 1773-1774:HMS Racehorse(en)etHMSCarcass
Exploration britannique destinée à explorer la mer Arctique. Les deux navires vont jusqu'au Svalbard et aux Sept Îles avant de rebrousser chemin à cause des glaces. Horatio Nelson participe à ce voyage.
- Capitaine : Constantine John Phipps (1744-1792).
- Médecin-naturaliste : Irving.
- Astronome : Israel Lyons (1739-1775).
- Publication : C.J. Phipps (1774), A Voyage towards the North Pole undertaken….

### 1776-1780:HMSResolutionetHMSDiscovery
Le troisième voyage du capitaine Cook. Le but est de découvrir le passage du Nord-Ouest à travers le détroit de Béring. Cook est tué dans l'archipel hawaïen.
- Capitaines : James Cook (1728-1779) (Resolution) et Charles Clerke (1741-1779) (Discovery).
- Chirurgiens-naturalistes : William Anderson (1750-1788) et William Ellis (1747-1810).
- Astronome : Joseph Billings
- Illustrateur : John Webber (1750-1793).
- à noter la présence à bord comme membre d'équipage de George Vancouver qui deviendra un explorateur célèbre.

### 1785-1788:La BoussoleetL'Astrolabe

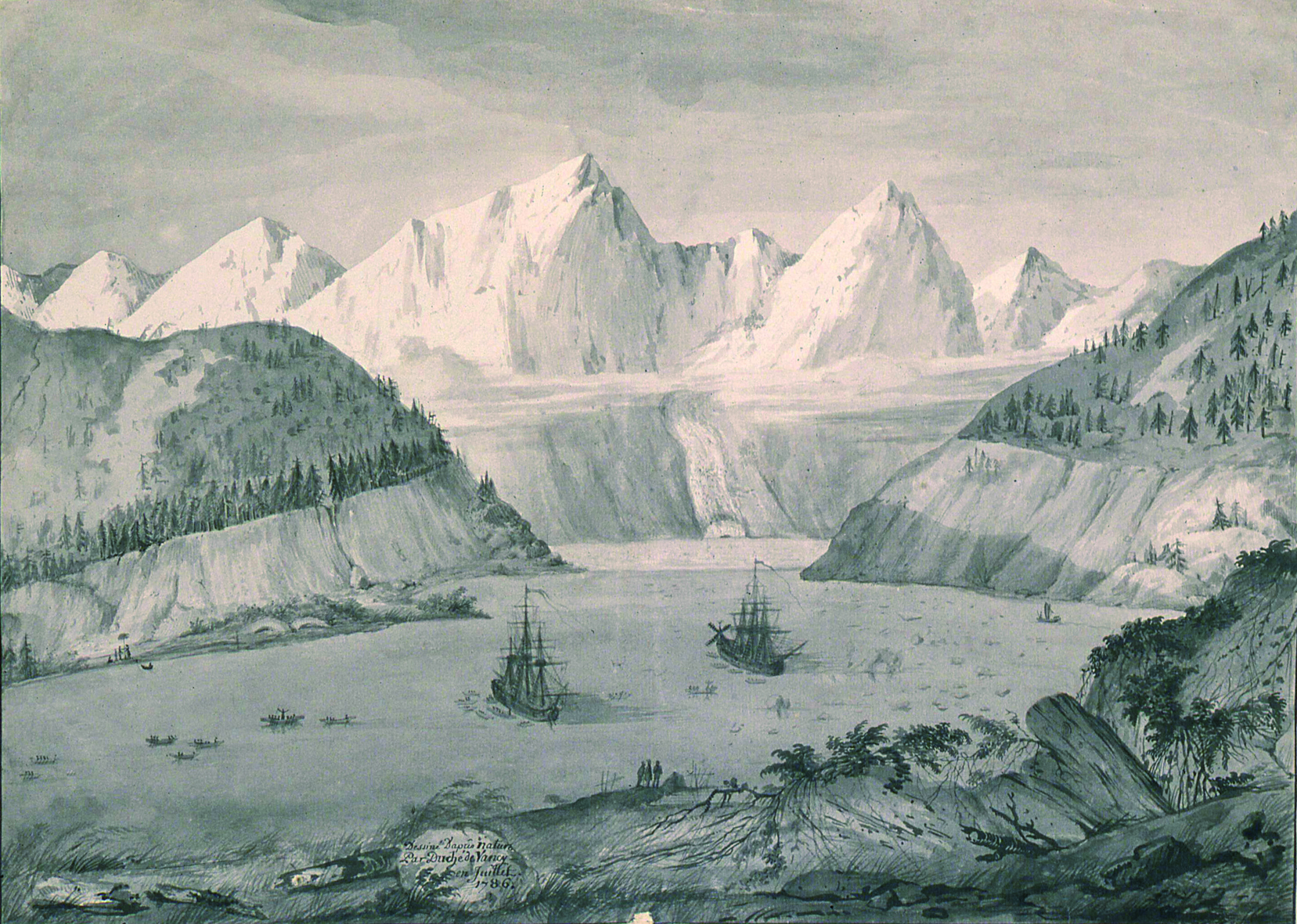
La Boussole et lAstrolabe au mouillage en 1786 lors de la découverte de Port aux Français, en Alaska.

Le roi Louis XVI est très intéressé par les voyages entrepris par les Britanniques, il confie alors au comte de La Pérouse la direction d'un voyage de circumnavigation. Les méthodes de Cook pour éradiquer le scorbut sont appliquées avec succès. Lamanon et douze autres membres de l'expédition sont massacrés par des indigènes des Nouvelles-Hébrides alors qu'ils cherchaient de l'eau à terre. Les deux navires disparaissent dans les îles Salomon, à Vanikoro, au cours d'une violente tempête.
- Capitaine : Jean-François de La Pérouse (1741-1788) (La Boussole) et Paul Fleuriot de Langle (1744-1787) (L’Astrolabe).
- Ingénieur en chef : Paul Mérault Monneron (1748-1788)
- Géologue : Robert de Lamanon (1752-1787).
- Artistes : l'oncle et le neveu Prevost, Duché De Vancy.
- Naturalistes : Jean-André Mongez (1751-v. 1788)
- Interprète de russe : Barthélemy de Lesseps (1766-1834) qui sera débarqué à Petropavlovsk, et chargé de ramener en France le journal de bord, les cartes et les dessins du voyage.

### 1785-1788:King George(en)etQueen Charlotte(en)
La King George's Sound Company se lance dans le commerce de la fourrure en 1785. Elle fait appel à deux capitaines qui ont participé au troisième voyage de James Cook. Partis d'Angleterre en septembre 1785, les deux navires franchissent le cap Horn le 5 janvier 1786 puis atteignent les îles Hawaï le 24 mai avant de se diriger sur l'Alaska. Après un séjour et une exploration des îles, ils traversent le Pacifique pour atteindre Macao en novembre 1787. En Chine ils chargent les bateaux pour le compte de la British East India Company. Le voyage du retour passe par Sainte-Hélène avant l'arrivée en Angleterre le 23 août 1788. Les capitaines publient un récit de leur périple.
- Capitaine du King George : Nathianel Portlock (en)
- Capitaine du Queen Charlotte : George Dixon.

### 1785-1794:Slava Rossii
Cette expédition russe est commandée par le Britannique Billings, astronome durant le troisième voyage de Cook. Ce voyage qui dure plus de dix ans cherche d'abord à découvrir le passage du Nord-Ouest déjà vainement recherché par Cook.
- Capitaine : Joseph Billings (v. 1758-1806).
- Naturalistes : Carl Heinrich Merck et Carl Krebs.
- Chirurgiens-naturalistes : Michael Robeck et Peter Allegretti.
- Cartographe : Gavriil Sarytchev
- Publications : J. Billings, An Account of a Geographical and Astronomical expedition to the Northern parts of Russia (1802), traduit en français la même année sous le titre de Voyage fait par ordre de l'impératrice de Russie Catherine II, dans le Nord de la Russie asiatique, dans la mer Glaciale, dans la mer d'Anadyr et sur les côtes de l'Amérique, depuis 1785 jusqu'en 1794, par le commodore Billings (Paris, 1802) ; Peter Simon Pallas (1741-1811), Zoographia Rosso-Asiatica (1811), où il décrit les espèces découvertes par cette expédition.

### 1790-1791:Le Solide
Le capitaine Étienne Marchand quitte Marseille le 14 décembre 1790 sur le trois mats, Le Solide, pour un tour du monde. Le navire fait 300 tonneaux, sa coque est doublée de cuivre, il est doté de 4 canons et son équipage est de 39 hommes. Le Solide est de retour à Toulon le 14 août 1792, après un voyage rapide pour l'époque de 608 jours dont 496 jours de navigation.
Ce voyage peu connu, est pourtant l'une des circumnavigations réussies de la fin du XVIIIe siècle. Expédié par des armateurs privés, il poursuivait un but lucratif : le trafic des fourrures entre la côte Nord-Ouest de l'Amérique et la Chine. Ce sera la deuxième expédition française à accomplir un tour du monde après celle de Bougainville 22 ans plus tôt. Il s'agissait d'un périple commercial mais les observations maritimes, scientifiques et ethnologiques qui sont rapportées ont été enrichissantes. Claret Fleurieu a rédigé une synthèse des journaux du second capitaine et du chirurgien (Claude Roblet) ainsi que des échanges avec le capitaine. Il s'agit d'un récit du voyage, agrémenté des observations et découvertes. Le journal de Marchand a également été retrouvé et publié.
- Capitaine : Étienne Marchand.
- Second capitaine : Prosper Chanal

### 1789-1794:DescubiertaetAtrevida
Ce voyage espagnol autour du monde explore les côtes des possessions du royaume aux Amériques, en Océanie, ainsi que l'Alaska (à la recherche du passage du Nord-Ouest). Plus de 70 caisses contenant des spécimens d'histoire naturelle sont envoyées à Madrid. Lors du retour de l'expédition, le capitaine Malaspina est contraint de partir en exil à cause de ses idées : il suggère notamment que l'Espagne abandonne la domination militaire de ses colonies au profit d'une fédération. Le journal scientifique tenu durant le voyage est perdu et n'est retrouvé qu'en 1885.
- Capitaines : Alessandro Malaspina (1754-1810) (Descubierta) et José de Bustamante y Guerra (1759-1825) (Atravida).
- Naturalistes : Antonio Pineda y Ramírez (1751-1792), Thaddäus Haenke (1761-1817), Luis Née.
- Artistes : José del Pozo, José Guío, José Cardero, rejoints par Tomás de Suria (1761-1844), Fernando Brambila et Juan Ravenet.
- Publication : Pedro de Novo y Colson (1846-1931), Viaje político-científico alrededor del mundo : por las corbetas Descubierta y Atrevida al mando de los capitanes de navío D. Alejandro Malaspina y Don José de Bustamante y Guerra, desde 1789 á 1794 (Madrid, 1885).

### 1791-1794:La RechercheetL'Espérance
Le but premier de ce voyage est de retrouver les deux vaisseaux commandés par Jean-François de La Pérouse (1741-1788) et dont on est sans nouvelles. Les côtés sud de la Tasmanie et de l'Australie. Le capitaine Kermadec meurt en mai 1793, le capitaine d'Entrecasteaux en juillet de la même année. L'expédition est alors dirigée par un royaliste qui ayant eu écho de la Terreur régnant en France préfère se diriger vers les colonies hollandaises. L'équipage est alors arrêté et les collections d'histoire naturelle récoltées durant l'expédition offertes par les Hollandais aux Britanniques. Celles-ci sont, sur la demande expresse de Sir Joseph Banks (1743-1820) rendues à la France.
- Capitaines : Antoine Bruny d'Entrecasteaux (1737-1793) (La Recherche) et Jean-Michel Huon de Kermadec (1748-1793) (L'Espérance).
- Naturalistes : Jacques-Julien Houtou de La Billardière (1755-1834), Claude Antoine Gaspard Riche (1762-1798), Jean Blavier (1764-1828), le père Louis Ventenat (1765-1794) et Louis Auguste Deschamps (1765-1842).
- Hydrographe : Charles-François Beautemps-Beaupré (1766-1854).
- Jardinier : Félix Delahaye (ou Lahaie) (1767–1829).
- Artiste : Piron (?-1796).
- Publication : J.H. de La Billardière, Relation du voyage à la recherche de La Pérouse, fait par ordre de l'Assemblée constituante pendant les années 1791, 1792 et pendant la 1re et la 2e année de la République françoise (Paris, 1799) ; Élisabeth Rossel Voyage de d'Entrecasteaux, envoyé à la recherche de Lapérouse, 2 vol., 1809

### 1791-1793:HMSProvidenceetHMS Assistant(en)
La Society of Arts offre une récompense de cinquante livres à celui qui rapporterait à Londres le plus grand nombre de plantes, dont plusieurs exemplaires d'au moins une espèce d'arbre à pain, exemplaires vivants et pouvant être replantés. Le voyage entrepris est une réussite puisque les Jardins botaniques royaux de Kew reçoivent 1 283 végétaux dont des variétés de pommiers, de poiriers, d'orangers et de mangues. Outre ses spécimens, l'expédition réalise de nombreux observations et relevés cartographiques dans les mers du sud.
- Capitaine du Providence : William Bligh (1754-1817).
- Chirurgiens-naturalistes : Thomas Dancer (v. 1750-1811).

### 1791-1795:HMSDiscoveryetHMS Chatham(en)
Ces bateaux partent de l'ouest du Canada afin de décourager l'expansion espagnole à partir de la Californie. La côte sud-ouest de l'Australie est d'abord étudiée puis la côte de l'Amérique du Nord, de la Basse-Californie jusqu'au golfe de Cook en Alaska. Le naturaliste de bord est botaniste et ne s'intéresse aux animaux qu'exceptionnellement.
- Capitaines : George Vancouver (1757-1798) (Discovery) et William Robert Broughton (1763-1822).
- Naturaliste : Archibald Menzies (1754-1842).
- Médecin-naturaliste : Alexander Cranstoun.

### 1800-1804:Le GéographeetLe Naturaliste
Ce voyage a un but d'abord politique : il s'agit d'établir un poste permanent dans les mers du sud avant les Britanniques. Il permet la cartographie des côtes de l'Australie et de la Nouvelle-Guinée. Baudin meurt à l'île de France en 1803, un autre naturaliste sur l'île de Timor, deux autres naturalistes préfèrent rester sur l'île de France, deux astronomes meurent de dysenterie. Péron, aidé par son ami Lesueur, réussit à réunir une collection zoologique de plus de 100 000 spécimens. Le Naturaliste retourne en France en 1803 avec une partie des collections. Le capitaine Baudin achète alors à Port Jackson un schooner, le Casuarina. Baudin meurt à l'île de France (île Maurice aujourd'hui) en 1803 et est remplacé alors par Pierre Bernard Milius (1773-1829).
- Commandants : Nicolas Thomas Baudin (1754-1803) (Le Géographe) et Jacques Félix Emmanuel Hamelin (1768-1839) (Le Naturaliste).
- Médecin, chirurgien (premier médecin de la Marine) et biologiste : Pierre-François Kéraudren (1769-1858) (Le Géographe).
- Naturalistes : Jean-Baptiste Leschenault de La Tour (1773-1826), René Maugé de Cely, Stanislas Levillain (1774-1801), François Péron (1775-1810), Jean-Baptiste Bory de Saint-Vincent (1778-1846) (quitte l'expédition à Maurice), Désiré Dumont, André Michaux (1746-1803).
- Artiste : Charles Alexandre Lesueur (1778-1846) assisté par Nicolas-Martin Petit (1777-1804).
- Astronomes : Pierre-François Bernier (1779-1803) et Frédéric de Bissy (1768-1803).
- Cartographe : Charles-Pierre Boullanger
- Minéralogiste : Louis Depuch, Joseph Charles Bailly
- Publications : F. Péron, Voyage de découverte aux terres australes (trois volumes, Paris, 1807-1816) ; de nombreuses espèces d'oiseaux sont décrites par Louis Jean Pierre Vieillot (1748-1831) dans le Nouveau dictionnaire d'histoire naturelle (1816-1819).

### 1801-1803:HMS Investigator(en)
C'est le premier vrai tour de l'Australie. Le travail d'observation scientifique est interrompu à cause d'avaries sur l’Investigator. De nombreux spécimens, transférés sur le Porpoise sont perdus lors de son naufrage. Le naturaliste Brown et les illustrateurs Bauer et Westall restent définitivement en Australie. Les observations de Brown sur la flore de ce continent font permettre de grands progrès pour la botanique.
- Capitaine : Matthew Flinders (1774-1814).
- Naturaliste : Robert Brown (1773-1858).
- Médecin-naturaliste : Hugh Bell.
- Minéralogiste : John Allen[Lequel ?]
- Astronome : John Crosley
- Artistes : Ferdinand Bauer (1760-1826) et William Westall (1781-1850).
- Publication : M. Flinders, A Voyage to Terra Australis, undertaken for the purpose of completing the discovery of that vast country and prosecuted in the years 1801, 1802 and 1803… (deux volumes, 1814).

### 1803-1806:NadejdaetNeva

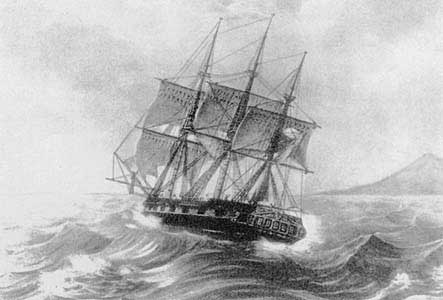
Gravure représentant la Nadejda

C'est le premier voyage autour du monde entrepris par des Russes. Son but est d'établir une liaison entre les possessions russes en Amérique et la Russie, l'acheminement des marchandises se faisant jusqu'alors par la Sibérie (le voyage aller durait deux ans environ). Le second objectif de nouer des liens commerciaux et diplomatiques avec le Japon mais sans succès, l'équipage est consigné durant cinq mois avant d'être renvoyé sur les flots, les présents même de l'empereur Alexandre Ier de Russie (1777-1825).
L'expédition est composée de deux frégates, la Nadejda (81 hommes d'équipage) et la Néva (58 hommes d'équipage). Les navires explorent les îles Aléoutiennes, l'île de Sakhaline et découvrent l'embouchure du fleuve Amour. Ils visitent également les îles Marquises et Hawaï. Le baron Langsdorff quitte l'expédition en 1805 pour explorer l'intérieur de l'Alaska et de la Californie. Treize caisses de spécimens d'histoire naturelle sont expédiées à l'Académie des sciences de Saint-Pétersbourg.
- Capitaines : Johann Adam von Krusenstern (1770-1846) (Nadejda) et Iouri Fiodorovitch Lisianski (Neva).
- Naturaliste : baron Georg Heinrich von Langsdorff (1774-1852).
- Médecin-naturaliste : Wilhelm Gottlieb von Tilesius von Tilenau (1769-1857).
- Astronome : Johann Kaspar Horner (1874-1834).
- Publication : G.-H. von Langsdorff, Bemerkungen auf einer Reise um die Welt in den Jahren 1803 bis 1807, von G. H. von Langsdorff,… (Francfort-sur-le-Main, deux volumes, 1812).

### 1815-1818:Rurik
Cette expédition est financée par le chancelier de Russie, le comte Nikolaï P. Romanzof à la recherche du passage du Nord-Est dans la mer de Béring. Les côtes de l'Alaska sont étudiées ainsi que le Pacifique sud. La cartographie de 36 îlots des îles Marshall est également établie. Eschscholtz étudie surtout la botanique tandis que Chamisso s'intéresse aux animaux, principalement aux insectes, aux mollusques et aux oiseaux.
- Capitaine : Otto von Kotzebue (1787-1846).
- Naturaliste : Adelbert von Chamisso (1781-1838).
- Médecin-naturaliste : Johann Friedrich von Eschscholtz (1793-1831).
- Publication : J. F. Eschscholtz, Entdeckungs- Reise in die Süd- See und nach der Berings- Strasse zur Erforschung einer nordöstlichen Durchfahrt, unternommen in den Jahren 1815, 1816, 1817 und 1818, auf Kosten… des… Grafen Rumanzoff, auf dem Schiffe ″Rurick″, unter dem Befehle des Lieutenants… Otto von Kotzebue… (trois volumes, Weimer, 1821).

### 1816-1819:Bordelais
Le 19 octobre 1816, Le Bordelais, un petit trois mats de 200 tonneaux, commandé par Camille de Roquefeuil, armé par Balguerie junior, quitte Bordeaux pour effectuer le tour du monde. Le Bordelais, doublé de cuivre, avec un équipage de 34 hommes, est armé de 8 canons. Il embarque, pour la première fois, un chronomètre de marine (Bréguet no 172) qui lui rend les plus grands services pour la détermination de la longitude. L'objectif du Bordelais est le troc de peaux de loutres de mer et de bois de santal contre des produits chinois recherchés en Europe. Le Bordelais est de retour le 21 novembre 1819 après 37 mois dont 22 mois de navigation. Ce tour du monde, à but commercial, est le troisième accompli par les Français. Outre le journal de Roquefeuil, le rapport du chirurgien Yves Vimont rédigé durant son voyage, comporte des observations ethnologiques et naturalistes.
Capitaines : Camille de Roquefeuil, Gaus
Chirurgien et naturaliste : Yves Thomas René Vimont

### 1817-1820:L'UraniepuisLa Physicienne ex Mercury

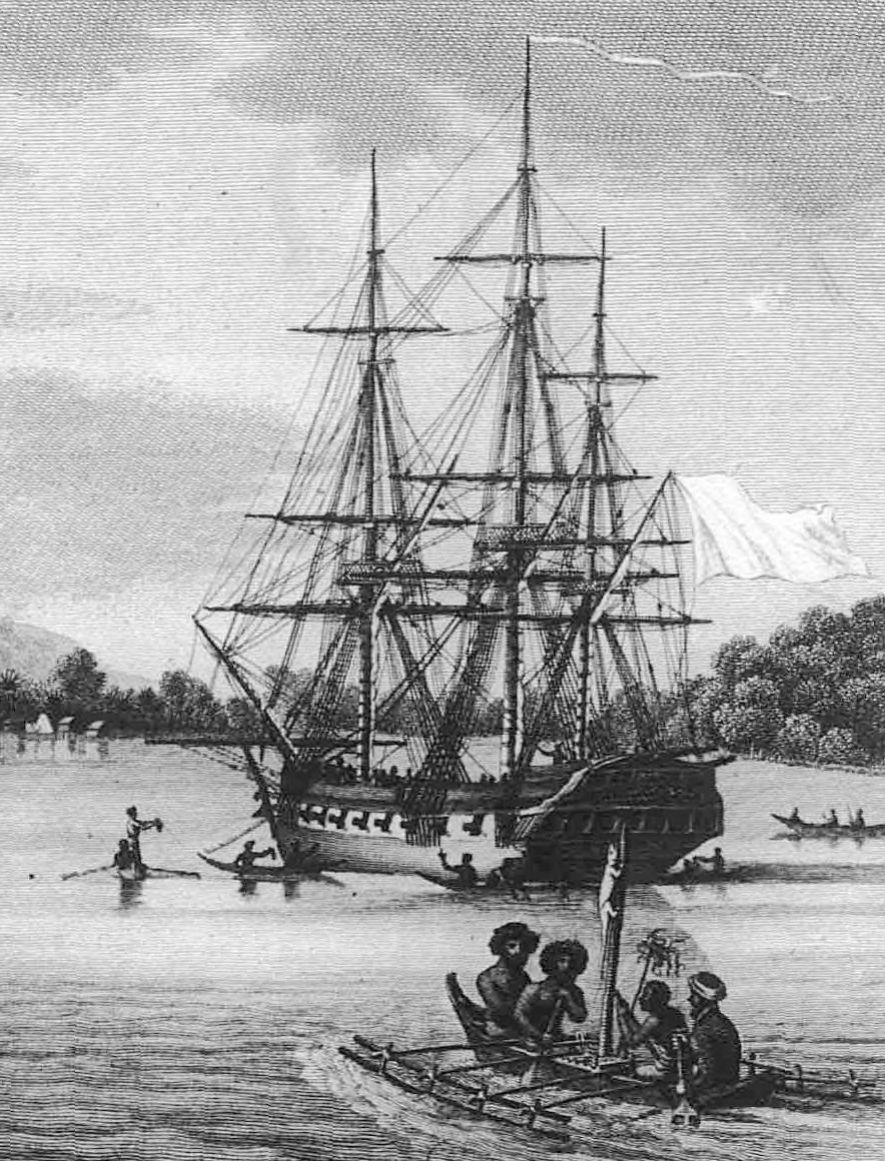
LUranie au mouillage sur l'île de Rawak

Cette expédition française explore l'Australie de l'Ouest, l'île de Timor, les Moluques, Samoa et Hawaii. Le 15 février 1820, l’Uranie est gravement endommagé dans les îles Fakland et les collections scientifiques disparaissent avec lui. L'équipage a la vie sauve et se réfugie sur l'une des îles. Il est sauvé par hasard par deux vaisseaux américains dont le Mercury, le 27 avril, et déposé à Montevideo. Le capitaine rachète le Mercury et le rebaptise La Physicienne. Freycinet avait fait embarquer sa femme à bord, déguisée comme un marin.
- Commandant : capitaine de frégate Louis Claude de Saulces de Freycinet.
- Second : enseigne de vaisseau Louis Isidore Duperrey.
- Médecins-naturalistes : Joseph Paul Gaimard et Jean René Constant Quoy.
- Botaniste : Charles Gaudichaud-Beaupré.
- Illustrateur : Jacques Arago.
- Publication :
  - [J. Arago], Promenade autour du monde pendant les années 1817, 1818, 1819 et 1820, sur les corvettes du roi “L'Uranie“ et “La Physicienne“, commandées par M. Freycinet, par Js. Arago, dessinateur de l'expédition (Paris, Leblanc, deux volumes, 1822)
  - C. de Freycinet (directeur), Voyage autour du monde exécuté sur “L'Uranie“ et “La Physicienne“ (sept volumes, Paris, Pillet aîné et suiv., 1824-1844).

### 1819-1821:Le RhôneetLa Durance
L'une des missions de cette expédition et de recruter des travailleurs à Java et aux Philippines pour les installer en Guyane. Le botaniste Samuel Perrottet (1793-1870) s'installe en Guyane pour étudier l'acclimation des plantes rapportées d'Asie. La Durance rentre en France en 1820, Le Rhône l'année suivante.
- Capitaine : Pierre Henri Philibert (1774-1824).
- Botaniste : George Samuel Perrottet (1793-1870).

### 1822-1825:La Coquille
Le gouvernement préfère confier la partie scientifique aux deux médecins de bord plutôt qu'à des naturalistes professionnels. Le médecin Garnot, souffrant de dysenterie, doit revenir en Europe avec une partie des collections récoltées en Amérique du Sud et dans le Pacifique. Le navire qui le ramène, le Castle Forbes, s'échoue et est perdu au cap de Bonne-Espérance. Le capitaine Duperrey avait déjà fait un tour du monde à bord de l’Uranie. À bord de La Coquille se trouve également Jules Dumont d'Urville (1790-1842) qui participe à l'étude botanique.
- Commandant : lieutenant de vaisseau Louis Isidore Duperrey (1786-1865).
- Second : lieutenant de vaisseau Jules Dumont d'Urville (1790-1842).
- Médecins-naturalistes : le chirurgien et pharmacien René Primevère Lesson (1794-1849) et le chirurgien-major Prosper Garnot (1794-1838).
- Astronome : enseigne de vaisseau Charles Hector Jacquinot (1796-1879).
- Illustrateur : Jules Louis Le Jeune
- Hydrographe : Victor Charles Lottin (1795-1858)
- Publications : Lesson et Garnot, Voyage autour du monde exécuté… sur la corvette… La Coquille pendant les années 1822, 1823, 1824 et 1825… (Paris, six volumes, 1826-1830).

### 1823-1826:Predpriyatiye
Ce voyage est destiné d'abord à renforcer la présence russe au Kamtchatka. Le vaisseau, construit spécialement pour ce voyage, quitte Kronstadt et rejoint K D'autres territoires sont visités comme les îles de la Société, la Californie, Hawaii, les îles Mariannes et les Philippines. C'est durant ce voyage qu'est découverte l'île de Bikini. 2 400 spécimens sont récoltés.
- Capitaine : Otto von Kotzebue (1787-1846).
- Médecin-naturaliste : Johann Friedrich von Eschscholtz (1793-1831) et le Dr Lenz.
- Publication : O. von Kotzebue, Reise um die Welt in den Jahren 1823, 24, 25 und 26, von Otto von Kotzebue,… (Weimer, 1830).

### 1824-1825:HMSBlonde
Ce voyage rapporte à Hawaii les dépouilles du roi Kamehameha II et de sa femme Kamamalu (1802-1824), décédés tous deux de rougeole lors de leur visite à Londres.
- Capitaine : George Anson Byron (en) (1789-1868).
- Naturalistes : Andrew Boxam (en) (1801-1878) et James Macrae.
- Publication : G.A. Byron, Voyage of H.M.S. Blonde to the Sandwich Islands, in the years 1824-1825. Captain the Right Hon. Lord Byron Commander (Londres, 1826).

### 1824-1826:La ThétisetL'Espérance
La mission de ce voyage est d'établir des relations diplomatiques avec les pays de l'Indochine et de faire des observations géographiques.
- Capitaines : Hyacinthe de Bougainville (1781-1846) (chef d'expédition sur la Thétis) et Paul de Nourquer du Camper (l'Espérance).
- Chirurgien-naturaliste : François Louis Busseuil (1791-1835).
- Observateurs astronomiques et météorologiques : lieutenants de vaisseau Fabré et Augustin-Denis-Édouard Lapierre (1795-1855), enseignes de vaisseau Théophile Jeanneret (1804-1837) et Charles-Eugène Pénaud (1800-1864).
- Publications : Hyacinthe de Bougainville, Journal de la navigation autour du globe de la frégate la Thétis et de la corvette l'Espérance pendant les années 1824, 1825 et 1826, 1837 ; Edmond Bigot de La Touanne (1796-1863), lieutenant de vaisseau sur la Thétis, Album pittoresque de la frégate la Thétis et de la corvette l'Espérance : collection de dessins relatifs à leur voyage autour du monde, 1824, 1825 et 1826, 1828 (inclus le récit de l'expédition).

### 1825-1828:HMS Blossom(en)
Cette expédition britannique dans la mer de Béring tente de faire la jonction avec l'expédition de Sir John Franklin (1786-1847) à l'embouchure de la rivière Mackenzie. Le Blossom atteint le Point Barrow mais n'arrive pas à rejoindre l'expédition de Franklin. Lay, malade une grande partie du voyage, c'est Beechey et Collie qui réalisent la plupart des récoltes de spécimens mais une partie des collections, mal conservée, est inutilisable.
- Capitaine : Frederick William Beechey (1796-1856).
- Médecin-naturaliste : Alexander Collie (1793-1835).
- Naturaliste : George Tradescant Lay (en) (1800?-1854).
- Publication : F.W. Beechey, Narrative of a Voyage to the Pacific and Behring's Strait (1831), The Zoology of Captain Beechey's voyage to the Pacific and Behring's Strait (1839).

### 1825-1830:HMS Adventure(en)etHMSBeagle
Cette expédition a pour objectif d'améliorer les cartes des côtes de l'Amérique du Sud et principalement de la Terre de Feu. Le capitaine King réalise de nombreuses observations d'hydrologie.
Le 22 mai 1826, l'Adventure et le Beagle quitte Plymouth pour une mission hydrographique en Patagonie et Terre de Feu. L'expédition entière est sous l'autorité du capitaine australien Philip Parker King.
Face aux difficultés de la campagne menée dans les eaux désertes de la Terre de Feu, le capitaine Stokes commandant le Beagle sombre dans la dépression. À Port Famine, dans le détroit de Magellan, il s'enferme dans sa cabine pendant 14 jours. À la suite de cela, après avoir fait part de son enthousiasme et évoqué la préparation d'une nouvelle mission, il tente de se suicider, le 2 août 1828. Après 4 jours de délire, Stokes se remet doucement mais son état se détériore et il meurt le 12 août 1828. Le capitaine Parker King remplace alors Stokes par l'officier exécutif du Beagle, le lieutenant W.G Skyring. Ils naviguent ensuite vers Rio de Janeiro où, le 15 décembre 1828, l'amiral Robert Otway (en) nomme le lieutenant Robert FitzRoy comme capitaine (temporaire) du Beagle.
- Capitaine : Philip Parker King (1793-1856) (Adventure) et Pringle Stokes (Beagle)
- Naturaliste : James Anderson (en)(1797–1842).
- Publication : P.P. King, Narrative of the first surveying voyage of H. M. ships ″Adventure″ and ″Beagle″, between the years 1826 and 1836, describling their examination of the Southern shores of South-America and the ″Beagle's″ circumnavigation of the world… Vol. I. [containing the proceedings of the first expedition, 1826-1830 under the command of captain P. Parker King (Londres, 1839).

### 1826-1829:L'Astrolabe, ex-Coquille
En 1825, Dumont d’Urville reçoit le grade de capitaine de frégate. On lui confie aussitôt la mission d’explorer quelques archipels du Pacifique et de trouver les vestiges des navires de La Pérouse. Il doit aussi effectuer le relevé géographique des côtes imparfaitement tracées et surtout préciser la position en longitude des îles pour parachever la carte du globe. Dumont d’Urville quitte donc Toulon le 25 avril 1826 sur la Coquille rebaptisée l'Astrolabe en l'honneur de La Pérouse. L’équipage se compose de 79 hommes, dont 13 officiers et savants. Après 800 jours de navigation, il fait relâche à l’île de Seal et accoste en Nouvelle-Zélande le 10 janvier 1827. Une reconnaissance des côtes est aussitôt amorcée. Dumont d’Urville quitte la baie des Îles le 19 mars 1827 pour se diriger vers Tongatapu et ensuite vers les îles Fidji, Loyauté, la Nouvelle-Guinée, la Tasmanie et Tikopia. Arrivé près de Vanikoro en février 1828, les hommes réussiront à découvrir le lieu de naufrage des vaisseaux de La Pérouse. En mai, l'Astrolabe atteindra l’île de Guam, dans l’archipel des Mariannes, pour se diriger vers Batavia le 4 août 1828 et regagner Marseille le 25 mars 1829.
Ce second voyage de Dumont d’Urville constitue l’un des plus importants qu’on ait entrepris pendant les premières décennies du XIXe siècle. Outre la découverte des traces du naufrage de La Pérouse, il a permis de compléter la cartographie de l’océan Pacifique. Par ailleurs, en se basant sur les observations issues de ses deux voyages, Dumont d’Urville a établi une nomenclature de l’Océanie organisée autour des diverses zones de peuplement qui la composent. Il a distingué ces populations en deux types physiquement différents en fonction des régions : d’un côté, des humains de taille moyenne, à la peau jaunâtre, à la chevelure lisse noire ou brune et au corps bien proportionné; de l’autre, un type au teint beaucoup plus foncé, à la chevelure crépue et au corps souvent grêle.
- Capitaine : Jules Dumont d'Urville.
- Médecins-naturalistes : Joseph Paul Gaimard et Jean René Constant Quoy.
- Pharmacien-botaniste : Pierre Adolphe Lesson.
- Dessinateur : Louis-Auguste de Sainson.
- Dessinateur : François-Edmond Pâris, futur amiral.
- Publications : J. Dumont d'Urville, Voyage de la corvette L'Astrolabe exécuté par ordre du Roi, pendant les années 1826-1827-1828-1829 sous le commandement de M. J. Dumont d'Urville, capitaine de vaisseau (17 volumes, 1830-1833, chez J. Testu).

### 1826-1829:LeSeniavineetLe Moller
Cette expédition russe de deux corvettes, le Seniavine et le Moller, est ordonnée par Nicolas Ier pour le compte de l'Académie impériale des sciences. Elle effectue un tour du monde de plus de trois ans durant lequel est constituée une importante collection d'histoire naturelle : 1 000 nouvelles espèces d'insectes, de poissons, d'oiseaux et d'autres animaux ainsi que 2 500 spécimens de plantes, d'algues et minéraux. L'objectif de ce voyage est de renforcer la présence russe à proximité de l'Alaska. La corvette quitte Kronstadt le 16 août 1826, descend l'Atlantique, passe par le cap Horn en février 1827, s'arrête au Chili et remonte jusqu'à Sitka. Elle visite le détroit de Béring et le Kamtchatka, puis descend aux îles Carolines (Micronésie) où elle découvre de nouvelles îles. Elle remonte ensuite à Petropavlovsk et au Kamtchatka à l'été 1828, avant de prendre le chemin du retour par Java, Manille et le cap de Bonne-Espérance. L'expédition est de retour à Kronstadt en septembre 1829.
- Capitaine : Friedrich von Lütke (1797-1882).
- Médecin-naturaliste : Karl Heinrich Mertens (1796-1830).
- Naturaliste : Heinrich von Kittlitz (1799-1874).
- Minéralogiste et phycologue : Alexandre Postels.
- Publication : Frédéric Lütke, Voyage autour du Monde (...) en 1826, 1827, 1828 & 1829 sous le commandement du capitaine Lütke..., Paris, Engelmann et compagnie, cité Bergère no 1., 1835

### 1827-1828:La Chevrette
C'est une mission chargée d'abord d'établir la cartographie des côtes indiennes.
- Capitaine : Théodore Fabré (1795-1830).
- Chirurgien-naturaliste : Auguste Reynaud (en) (1804-?).

### 1829:La Cybèle
Ce vaisseau participe à l'expédition de Morée. La direction de la partie scientifique est placée sous la direction de Jean-Baptiste Bory de Saint-Vincent (1778-1846).
- Capitaine : Marie Antoine Chevalier de Robillard (1788-1837).
- Zoologistes : Gaspard Auguste Brullé (1809-1873) et Sextius Delaunay.
- Botaniste : Louis Despréaux Saint-Sauveur (1794-1843).
- Géologue : Pierre Théodore Virlet d'Aoust (1800-1894).
- Artiste : Prosper Baccuet (1798-1854).

### 1829-1832:La Favorite
L'expédition, qui souhaite établir des liens diplomatiques et commerciaux, part de Toulon, franchit le cap de Bonne-Espérance, fait halte à Pondichéry et à Madras, puis explore les côtes du Cochinchine et du Tonkin, s'arrête aux Philippines, en Australie, en Tasmanie et en Nouvelle-Zélande. L'expédition est considérée comme un grand succès, de nombreuses observations d'hydrologie sont réalisées et une importante collection d'histoire naturelle est assemblée.
- Capitaine : Cyrille Pierre Théodore Laplace (1793-1875)
- Naturaliste : Joseph Fortuné Théodore Eydoux (1802-1841).
- Publication : C.P.T. Laplace, Voyage autour du monde par les mers de l'Inde et de Chine, exécuté sur la corvette de l'état La Favorite pendant les années 1830, 1831 et 1832 sous le commandement de M. Laplace capitaine de frégatte ; publie par ordre de M. le vice-amiral comte de Rigny ministre de la marine et des colonies (sept volumes dont deux d'atlas, Paris, 1833-1839).
- Le futur amiral Pâris fait partie de l'équipage. Il réalise plus de cent dessins aquarellés. Ils seront regroupés dans un livre, à la fois recueil documentaire et album d'art, témoignage du patrimoine marin de cette époque.

### 1831-1836:HMSBeagle
Ce voyage autour du monde a pour but d'explorer les côtes de la Patagonie, de la Terre de Feu, du Chili et du Pérou. Il est surtout célèbre pour avoir permis à son naturaliste, Charles Darwin, de formaliser sa théorie de l'évolution.
- Capitaine : Robert FitzRoy (1805-1865).
- Médecin-naturaliste : Benjamin Bynoe (1804-1865).
- Naturaliste : Charles Darwin (1809-1882).
- Publication : C. Darwin (éditeur), Le Voyage du Beagle et The Zoology of the Voyage of H.M.S. Beagle (cinq volumes, 1839-1845).

### 1835, 1836 et 1838-1840:La Recherche
Le lieutenant François Thomas Tréhouart (1798-1873) dirige en 1835 et 1836, deux expéditions sur les côtes d'Islande et du Groenland dont le but est de retrouver la trace de la Lilloise commandée par Jules de Blosseville (1802-1833) et disparue depuis 1833.
- Capitaine François Thomas Tréhouart (1798-1873).
- Médecin-naturaliste : Joseph Paul Gaimard (1796-1858) assisté par Élie Jean François Le Guillou (1806-1894) (premier voyage) et par Charles René Augustin Léclancher (1804-1857) (second voyage), Louis Eugène Robert.

L'expédition de 1838-1840 a pour destination les îles de l'Atlantique Nord et de la Scandinavie, y compris les îles Féroé, le Spitzberg et l'Islande. Le 13 juin 1838, la corvette La Recherche quitte le Havre en France à destination du nord de la Scandinavie. L'expédition est de nature purement scientifique ; Gaimard a invité le ministre Lars Levi Læstadius pour ses connaissances en botanique et en culture sami. L'entreprise revêt une dimension internationale. Gaimard ayant invité plusieurs autres savants européens de renom. L'exploration de l'Arctique dans les années 1870 marque un tournant dans l'histoire de la coopération scientifique internationale. La première preuve de cette coopération sera, en 1882, l'Année polaire internationale.
- Médecin, zoologiste et commandant de l'expédition : Joseph Paul Gaimard.
- Botaniste : Lars Levi Læstadius.
- Astronome, physicien, minéralogiste et géologue : Auguste Bravais.

### 1836-1839:La Vénus
L'objectif de ce tour du monde est d'évaluer l'intérêt économique de la chasse à la baleine dans le nord du Pacifique. Mais c’est la protection des catholiques français du Pacifique qui restera le meilleur fait d’arme de Dupetit Thouars 
- Capitaine : Abel Aubert du Petit-Thouars (1793–1864).
- Ingénieur hydrographe : Urbain Dortet de Tessan (1804-1879)
- Médecin-naturaliste : Adolphe Simon Neboux (1806-1844).
- Chirurgien : Charles René Augustin Léclancher (1804-1857).
- Publication : A.A. Du Petit-Thouars, Voyage autour du Monde sur la frégate La Vénus (onze volumes, 1840-1864).

### 1836-1837:La Bonite

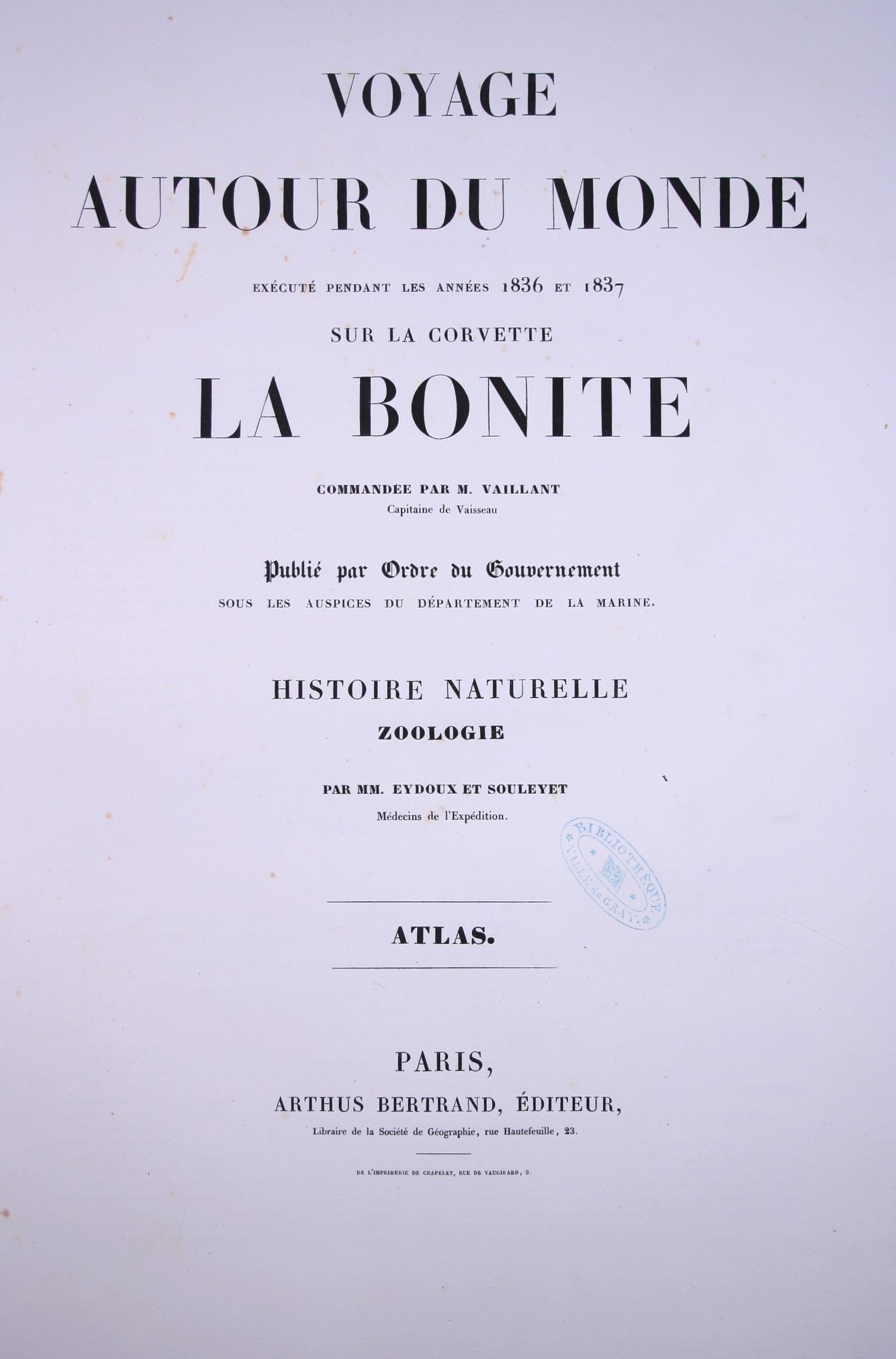
Page de garde de l'atlas de zoologie (exemplaire de la bibliothèque patrimoniale de Gray)

Ce voyage autour du monde longe l'Amérique du Sud, remonte la côte occidentale jusqu'en Californie, traverse le Pacifique, atteint Manille, la Chine, l'Inde, l'île Bourbon afin de revenir en France. Plus de 1 000 espèces nouvelles de plantes sont recueillies et de nombreuses observations géographiques et météorologiques sont effectuées.
- Capitaine : Auguste-Nicolas Vaillant (1793-1858).
- Médecins-naturalistes : Joseph Fortuné Théodore Eydoux (1803-1841) et Louis François Auguste Souleyet (1811-1852).
- Hydrographe : Benoît Henri Darondeau (1805-1869).
- Pharmacien-botaniste : Charles Gaudichaud-Beaupré (1789-1854).
- Publication : A.-N. Vaillant, Voyage autour du monde exécuté pendant les années 1836 et 1837 sur la corvette “la Bonite”… (onze volumes, Paris, 1841-1852).

### 1836-1842:HMSSulphur
Ce bâtiment explore les côtes Pacifiques de l'Amérique et étudie l'intérieur du Nicaragua et du Salvador. Lorsqu'éclate la première guerre de l'opium et est appelé à Singapour. Il participe à la prise d'Hong Kong.
- Capitaine : Sir Edward Belcher (1799-1877).
- Médecin-naturaliste : Richard Brinsley Hinds (1811-1846).
- Publications : E. Belcher, Narrative of a Voyage Round the World in HMS Sulphur (deux volumes, 1843) ; R.B. Hinds (éditeur), The Zoology of the Voyage of HMS Sulphur (deux volumes, 1843-1844).

### 1837-1840:L'AstrolabeetLa Zélée

Trajet de l'expédition 1837-1840

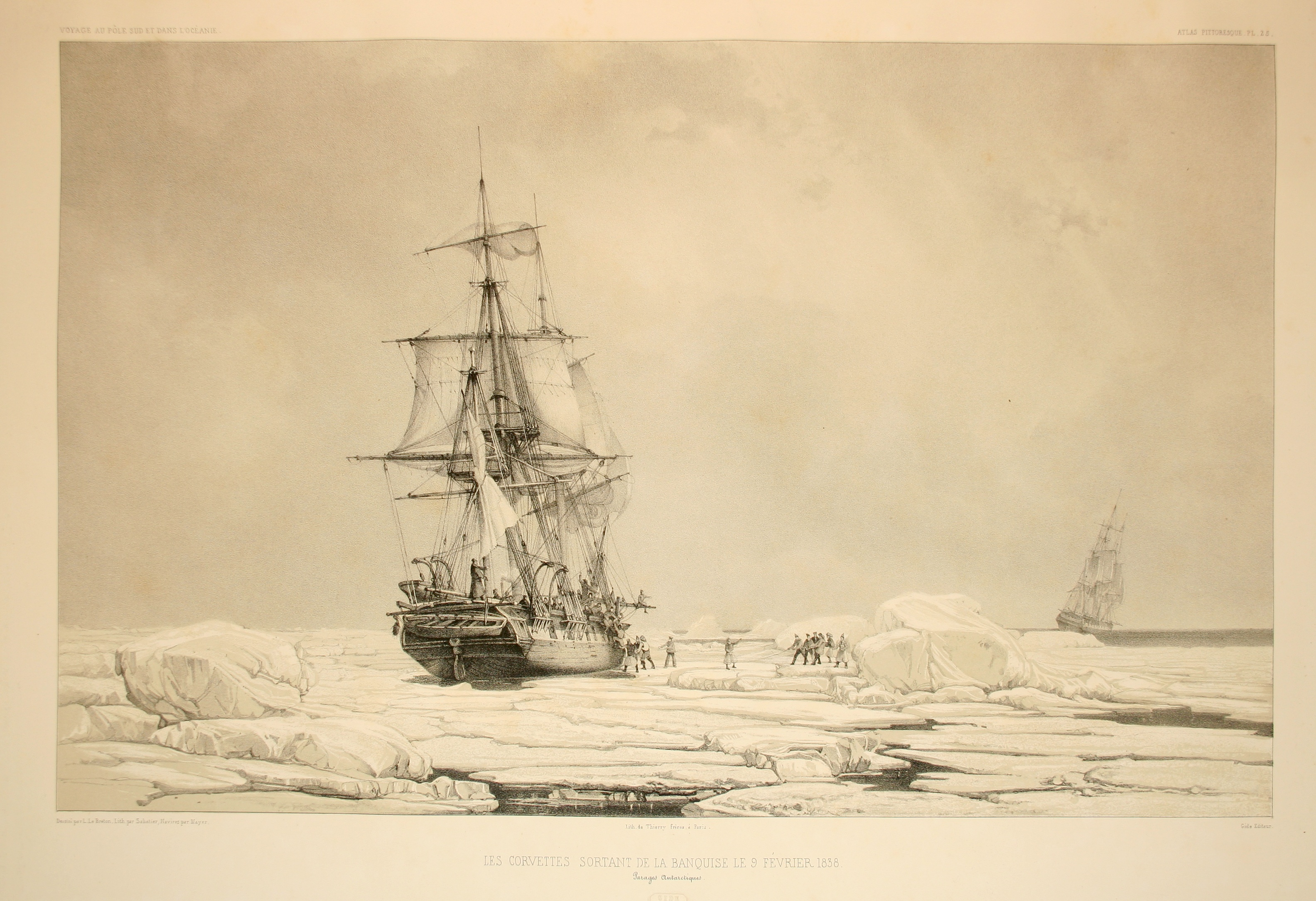
Louis Le Breton : L'Astrolabe et la Zélée dans les glaces lors de leur première tentative au sud du cap Horn.

Circumnavigation et voyage d'exploration au Pôle Sud et dans l’Océanie. Dumont d'Urville découvre la Terre-Adélie qu'il nomme d'après le prénom de sa femme, Adèle.
- Capitaines : Jules Dumont d'Urville (1790-1842) (L'Astrolabe), Charles Hector Jacquinot (1796-1879) (La Zélée).
- Second de l'Astrolabe : lieutenant de vaisseau Gaston de Roquemaurel
- Secrétaire du Commandant : César Desgraz (1816-1865)
- Médecins-naturalistes : à bord de L'Astrolabe, Jacques Bernard Hombron (1798-1852) Chirurgien-major de 2e classe et Louis Le Breton (1818-1866) Chirurgien de 3e classe et à bord de La Zélée, Élie Jean François Le Guillou (1806-1894) Chirurgien de 2e classe, Honoré Jacquinot (1815-1887) Chirurgien de 3e classe.
- Préparateur-naturaliste : Pierre Marie Alexandre Dumoutier (1797-1871).
- Dessinateur: Ernest Goupil, remplacé à son décès par Louis Le Breton chirurgien de 3e classe
- Hydrographe-Cartographe : Clément Adrien Vincendon-Dumoulin (1811-1858)
- Commis de Marine sur l'Astrolabe : Louis-Jacques Ducorps (1811-?)
- Commis de Marine sur la Zélée : Félix Casimir Huon de Kermadec (1813-1891)
- Publications :
  - Voyage au Pôle sud et dans l'Océanie sur les corvettes « L'Astrolabe » et « la Zélée », exécuté par ordre du Roi pendant les années 1837-1838-1839-1840 sous le commandement de M. J. Dumont-d'Urville, capitaine de vaisseau (détail des éditions, voir Expédition Dumont d'Urville).

### 1838-1842:USSVincennes,USSPeacocketUSSPorpoise
Partie de Hampton Roads le 18 août 1838, l'expédition Wilkes embarque plusieurs savants dans les navires Vincennes, Peacock, le brick USS Porpoise et deux goélettes, Sea Gull et Flying Fish.
Elle fait escale à Madère, à Rio de Janeiro, en Argentine ; visite la Terre de Feu, le Chili, le Pérou, l'archipel des Tuamotu, les Samoa et la Nouvelle-Galles du Sud. De Sydney, en Australie, la flotte navigue dans l'océan antarctique à partir de décembre 1839 et signale la découverte « d'un continent antarctique à l'ouest des îles Balleny » dont elle aperçoit la côte le 25 janvier 1840.
Aux Fidji, en juillet 1840, deux marins, dont le neveu de Wilkes, sont tués à Malolo ainsi que 80 Fidjiens en représailles.
De décembre 1840 à mars 1841, un pendule est monté au sommet du Mauna Loa pour mesurer la gravité.
Sont ensuite explorés, en 1841, la côte ouest de l'Amérique du Nord y compris le détroit de Juan de Fuca, Puget Sound, le fleuve Columbia, la baie de San Francisco et la rivière Sacramento. L'expédition revient par les Philippines, l'archipel de Sulu, Bornéo, Singapour, la Polynésie et le Cap de Bonne-Espérance, pour atteindre New York le 10 juin 1842. Il s'agit la première circumnavigation terrestre financée par le gouvernement des États-Unis et la dernière par des voiliers. L'expédition était mal préparée et de cinq navires qui sont partis, seulement deux sont retournés au port. Les collections d'histoire naturelle ramenées sont très riches avec 50 000 spécimens de plantes (environ 10 000 espèces) et 4 000 spécimens d'animaux (la moitié étant de nouvelles espèces).
- Capitaines : Charles Wilkes (1798-1877) (USS Vincennes) et William Levereth Hudson (USS Peacock) (1794-1862)
- Médecin : JL Fox
- Naturalistes : Charles Pickering (1805-1878), Titien Ramsay Peale (1799-1885), James Dwight Dana (1813-1895), William Dunlop Brackenridge (1810-1893)
- Publication : V. Wilkes, récit des États-Unis explorant Expedition (vingt volumes, 1845-1876)

### 1839-1843:HMSErebusetHMSTerror

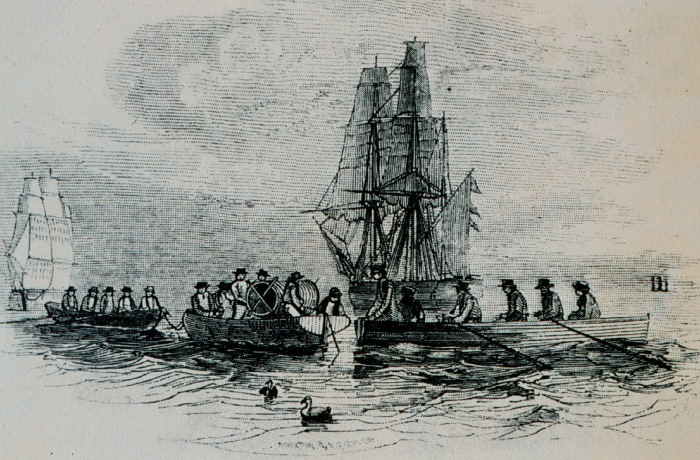
LErebus et le Terror, navires de James Clark Ross

Ce voyage britannique, parrainé par la Royal Society, a pour objectif la découverte magnétique et géographique de l'Antarctique. L'expédition est préparée avec grand soin par James Clark Ross, déjà habitué dans l'Arctique à la navigation polaire. À bord des deux navires les équipages quittent le Royaume-Uni le 19 septembre 1839, font escale et explorent les îles Kerguelen en 1840, puis gagnent la Tasmanie pour y faire construire un observatoire magnétique avant de rejoindre l'Antarctique et d'y mener un travail de reconnaissance cartographique remarquable. Le mont Erebus, la mer de Ross sont notamment découverts durant ce périple. Mais après trois tentatives, Ross doit admettre que le pôle magnétique se situe à l'intérieur des terres et qu'il ne pourra pas l'atteindre. Suivant les traces de son oncle John Ross, il réalise les premiers sondages à grande profondeur, jusqu'à 4 800 m (2677 fathoms), au moyen de cordages. Malheureusement, les spécimens biologiques récoltés, que Ross ne saura traiter à temps, se décomposeront et seront perdus définitivement.
- Capitaines : Sir James Clark Ross (1800-1862) (Erebus) et Francis Crozier (1796-1848) (Terror).
- Médecins-naturalistes : Robert McCormick (1800-1890), Joseph Hooker (1817-1911), John Robertson, David Lyall (1817–1895)
- Publications : J.C. Ross, A Voyage of Discovery and Research in the Southern and Antarctic Regions (1847), J.E. Gray et John Richardson, The Zoology of the Voyage of HM Ships Erebus and Terror (1844-1875).

### 1841-1844:La Favorite
Cette mission explore la mer de Chine méridionale et le golfe du Bengale.
- Capitaine : Théogène François Page (1807-1867).
- Chirurgien-naturaliste : Charles René Augustin Léclancher (1804-1857).

### 1842-1846:HMS Fly (1831)(en)
C'est un voyage d'étude de la grande barrière de corail et du nord de l'Australie.
- Capitaine : Francis Price Blackwood (1809-1854).
- Médecin-naturaliste : Benjamin Bynoe (1804-1865).
- Naturalistes : Joseph Beete Jukes (1811-1869) et John MacGillivray (1821-1867).
- Publication : J. B. Jukes, Narrative of the surveying voyage of H. M. S. ″Fly″, commanded by captain F. P. Blackwood,… in Torres Strait, New Guinea and other islands of the Eastern Archipelago, during the years 1842-1846, together with an excursion into the interior of the Eastern part of Java (deux volumes, 1847).

### 1845-1848:HMSErebusetHMSTerror
L’expédition Franklin est une expédition maritime et polaire britannique qui avait pour but de réussir la première traversée du passage du Nord-Ouest et l'exploration de l'Arctique. Commandée par le capitaine John Franklin, elle quitte l'Angleterre en 1845 sur les bombardes HMS Erebus et HMS Terror, traverse l'Atlantique, remonte la mer de Baffin (entre le Groenland et la terre de Baffin), s'engage dans le détroit de Lancaster. L'expédition est vue pour la dernière fois par des Européens, au début d'août 1845, lorsque les capitaines Dannett et Robert Martin des baleiniers Prince of Wales et Enterpriserencontrent l’Erebus et le Terror en mer de Baffin, qui attendaient de bonnes conditions pour traverser le détroit de Lancaster. Franklin et ses hommes passent l'hiver 1845-1846 sur l'île Beechey. En 1846, l’Erebus et le Terror quittent l'île Beechey et naviguent vers le sud du détroit de Peel vers l'île du Roi-Guillaume. Les navires restent piégés dans les glaces au large de l'île du Roi-Guillaume en septembre 1846 et ne demeurent plus navigables. D'après une note datée du 25 avril 1848 et laissée sur l'île par Fitzjames et Crozier, Franklin meurt le 11 juin 1847 et l'équipage hiverne sur l'île du Roi-Guillaume en 1846-1847 et 1847-1848. Les survivants prévoient de partir à pied le 26 avril 1848 vers la rivière Back dans l'actuel Nunavut au Canada. Neuf officiers et quinze hommes sont déjà morts et le reste meurt en route, la plupart sur l'île et 30 ou 40 autres sur la côte nord du continent, à des centaines de kilomètres des signes les plus proches de la civilisation occidentale.
- Commandant de l'expédition : John Franklin
- Capitaine de l'Erebus : James Fitzjames
- Capitaine du Terror : Francis Crozier

### 1845-1848:HMS Herald(en)etHMSPandora
Expédition cartographique dans le Pacifique et sur les côtes du District du Columbia et de l'Oregon Country à la suite du litige sur la frontière de l'Oregon.
- Capitaine du HMS Herald : Henry Kellett[8]
- Naturaliste : Thomas Edmondston, mort accidentellement en 1846
- Capitaine du Pandora : James Wood[9]

### 1846-1850:HMSRattlesnakeetHMS Bramble(en)
Cette expédition étudie les côtes nord et nord-ouest de l'Australie. Le capitaine Stanley se suicide à Sydney en mars 1850.
- Capitaine : Owen Stanley (en) (1811-1850) (Rattlesnake) et Charles Bampfield Yule (en).
- Médecin-naturaliste : Thomas Henry Huxley (1825-1895).
- Naturalistes : John MacGillivray (1821-1867) et James Fowler Wilcox (1823-1881).
- Publication : J. MacGillivray, Narrative of the Voyage of HMS Rattlesnake (1852).

### 1850-1854:La Capricieuse(en)
Armée le 1er septembre 1849, La Capricieuse reçoit, en mai 1850, l'ordre de rallier la station d'Indochine ; elle passe par Teneriffe, Montevideo, le cap Horn et atteint Conceptión le 29 juillet. Elle y mouille auprès de la Sérieuse à bord de laquelle sont transbordés les 150 gardes-mobiles qu'elle aurait dû transporter à San Francisco. Sa traversée du Pacifique va être marquée par des mouillages successifs aux îles Gambier et aux Marquises en novembre, puis à Papeete et à Ualan aux îles Carolines pour y déterminer un méridien astronomique destiné aux futurs voyages dans le Pacifique. La Capricieuse repart ensuite pour Guam, Macao et Manille où elle mouille en mai 1851. Au mois de juin elle remonte jusqu'à Shanghai, puis elle regagne Manille en décembre et entreprend ensuite une nouvelle campagne le long des côtes d'Indochine. Elle atteint Singapour en janvier 1852 et, en juillet-août 1852, elle sillonne les mers de Corée et du Japon (alors très peu connues) et les côtes du Kamtchatka, pour compléter des blancs laissés sur les cartes depuis l'expédition Lapérouse. Accompagnée du Cassini, elle prend la direction de Batavia, puis revient vers les Philippines en passant par les Moluques, reconnaissant au passage les côtes de Mindanao. Pendant la fin de l'année 1852 la Capricieuse recommence l'expédition de l'année précédente le long des côtes de Chine, mais au cours de l'année 1853, elle se borne à effectuer deux missions à Wampoa. Ayant reçu l'ordre de revenir en France via la Réunion et le cap de Bonne-Espérance, elle lève l'ancre le 1er septembre et arrive à Toulon en mars 1854.
L'expédition de la Capricieuse est la dernière circumnavigation de l'histoire de la marine à voiles française.
- Commandant : capitaine de frégate Gaston de Roquemaurel (1804-1878).
- Second : lieutenant de vaisseau Joseph Duroch.
- Astronome : lieutenant de vaisseau Amédée Mouchez (1821-1892).
- Publication : aucune, le récit du voyage est resté inédit.

### 1851-1853:Eugenie(sv)
Cette frégate suédoise rapporte une riche collection d'histoire naturelle. Il contribue à la capture de Manuel Briones, un brigand qui s'était emparé d'un baleinier américain, le George Howland et qui semait la terreur sur les côtes de l'Équateur.
- Capitaine : Christian Adolf Virgin (sv) (1797-1870).
- Médecin-naturaliste :Johan Gustaf Hjalmar Kinberg (sv) (1820-1908).
- Naturaliste : Nils Johan Andersson (1821-1880).
- Publication : N.J. Andersson, Fregatten “Eugenies” resa omkring jorden åren 1851-1853, under befäl af C. A. Virgin, utgifven af C. Skogman… (Stockholm, 1856).

### 1852-1863:HMS Herald(en)
Les côtes de l'Australie sont étudiées ainsi que les îles Fidji, poursuivant ainsi la mission de l’HMS Rattlesnake. À la suite de désaccords avec le capitaine, le naturaliste MacGillivray débarque à Sydney en janvier 1854.
- Capitaine : Sir Henry Mangles Denham (1800-1887).
- Naturalistes : John MacGillivray (1821-1867).
- Publication : Edward Forbes (1815-1854), The zoology of the voyage of H. M. S. Herald, under the command of Captain Henry Kellett,… during the years 1845-51 (Londres, 1854).

### 1853-1856:USSVincennesetUSSPorpoise
Ce voyage américain explore les côtes du Japon, de Chine, de Sibérie et du Kamtchatka avant de passer le cap de Bonne-Espérance et de revenir aux États-Unis. Le Porpoise coule à cause d'un typhon en 1854.
- Capitaines : Cadwalader Ringgold puis John Rodgers (en) (1812-1882).
- Naturalistes : William Stimpson (1832-1872) et Charles Wright (1811-1885).
- Publication : à cause du déclenchement de la Guerre de Sécession, il n'y a pas de compte rendu de ce voyage, les découvertes scientifiques ont été publiées séparément des revues scientifiques.

### 1857-1860:SMSNovara

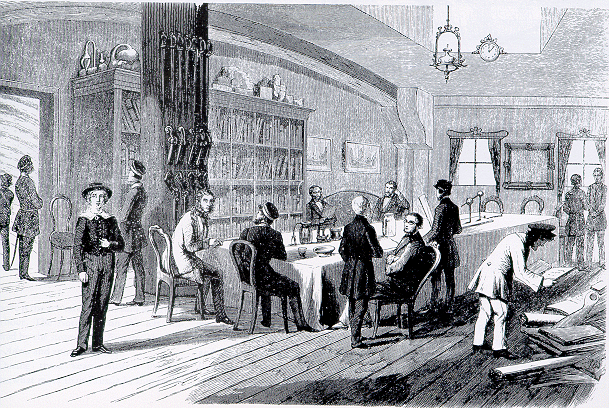
Bibliothèque à bord du SMS Novara, gravure de Joseph Selleny (1858)

L'empereur d'Autriche organise cette expédition scientifique destinée à montrer la puissance de la couronne. La frégate SMS Novara part de Trieste en avril 1857 et, après avoir passé le cap de Bonne-Espérance, atteint les Philippines, l'Australie, la Nouvelle-Zélande et retourne par le cap Horn et les Açores à Trieste en août 1859. Quatorze des quarante-quatre canons avaient été laissés à terre, pour faire plus de place pour les collections scientifiques.
- Capitaine : Bernhard von Wüllerstorf-Urbair (1816-1883).
- Naturalistes : Ferdinand von Hochstetter (1829-1884), Georg von Frauenfeld (1807-1873) et Johann Zelebor (1819-1869), parmi l'équipe de sept scientifiques.
- Publication : Reise der österreichischen Fregatte Novara um die Erde in den Jahren 1857, 1858, 1859 unter den Befehlen des Commodore B. von Wüllerstorf-Urbair (1864-1875).

### 1860:Bulldog
Voyage océanographique d'étude pour la pose d'un câble télégraphique sous-marin en Atlantique Nord.
- Capitaine : Francis Leopold McClintock (1819-1907).
- Naturaliste : George Charles Wallich (1815-1899).
- Publication : The North Atlantic Sea-Bed; comprising a diary of the voyage on board H. M. S. Bulldog, in 1860, and observations on the presence of animal life, and the formation and nature of organic deposits, at great depths in the ocean (1862).

### 1865-1868:Magenta(it)
C'est un voyage autour du monde organisé par l'Italie qui fait d'importantes observations scientifiques en Amérique du Sud. Le but du voyage est d'également d'établir des relations diplomatiques avec la Chine et le Japon, sans grand succès.
- Capitaine : Vittorio Arminjon (1830-1897).
- Naturalistes : Filippo De Filippi (1814-1867) et Enrico Hillyer Giglioli (1845-1909).
- Publications : E.H. Giglioli, Note intorno alla distribuzione della Fauna Vertebrata nell' oceano prese durante un viaggio intorno al Blobo (1870) et Viaggio intorno al globo della r. pirocorvetta italiana ″Magenta″ negli anni 1865-66-67-68, sotto il comando del capitano di fregata V. F. Arminjon. Relazione descrittiva e scientifica pubblicata sotto gli auspici del ministero di Agricoltura, industria e commercio dal dottore Enrico Hillyer Giglioli… Con una introduzione etnologica di Paolo Mantegazza (Milan, 1875).

### 1865:Curaçoa
Cette expédition part de Sydney en juin 1865 et explore de nombreuses îles du Pacifique. L'un des objectifs est de punir les habitants des îles Tanna pour avoir maltraité un missionnaire.
- Capitaine : William Wiseman (en).
- Naturaliste : Julius Lucius Brenchley (en) (1816-1873)
- Publication : J. L. Brenchley, Jottings during the cruise of H. M. S. Curoçoa among the south sea islands in 1865 (Londres, 1873). Les collections constituées par Brenchley sont traitées par divers spécialistes comme George Robert Gray (1808-1872) pour les oiseaux ou Albert Günther (1830-1914) pour les poissons et les reptiles.

### 1868 et 1869-1870:LightningetPorcupine
Deux voyages d'exploration océanographique de l'Atlantique et de la mer Méditerranée.
- Capitaine du Lightning : capitaine May.
- Capitaine du Porcupine : Killwick Calver (1813–1892).
- Naturalistes : Sir Charles Wyville Thomson (1830–1882) et William Benjamin Carpenter (1813-1885).
- Publication : The Depths of the Sea: An Account of the General Results of the Dredging Cruises of H.M.SS. 'Porcupine' and 'Lightning' During the Summers of 1868, 1869, and 1870, Under the Scientific Direction of Dr Carpenter, J. Gwyn Jeffreys, and Dr Wyville Thomson

### 1873-1876:HMSChallenger
Grand tour du monde durant lequel sont parcourus 68 000 milles nautiques (125 936 km), ce voyage est organisé par la Royal Society en collaboration avec l'université d'Édimbourg. C'est C.W. Thomson qui dirige une importante équipe scientifique.
- Capitaine : George Nares (1831-1915).
- Naturalistes : Charles Wyville Thomson (1830-1882), Henry Nottidge Moseley (1844-1891) et Rudolf von Willemoe-Suhm (de) (1847-1875).
- Océanographe : John Young Buchanan (en) (1844-1925) et John Murray (1841-1914).
- Publication : C.W. Thomson, Report on the scientific results of the voyage of H. M. S. ″Challenger″ during the years 1873-76… prepared under the superintendence of the late Sir C. Wyville Thomson,… and now of John Murray,… (cinquante volumes, Londres, 1880-1895).

### 1874-1876:SMS Gazelle
Ce voyage autour du monde est organisé par le département de la Marine impériale allemande, afin d'étudier les sols marins de l'Atlantique Sud, les grands courants de l'équateur et autour de la Nouvelle-Guinée. Un autre objet est d'étudier le transit de Vénus en se basant aux îles Kerguelen (octobre 1874 - février 1875) et à l'île Maurice. La SMS Gazelle quitte Kiel le 21 juin 1874 et elle est de retour le 28 avril 1876. Elle passe par les côtes de l'Afrique de l'Ouest et le cap de Bonne-Espérance, puis stationne plusieurs mois aux îles Kerguelen, ensuite elle traverse les mers du Sud, vers l'Océanie, puis passe le détroit de Magellan et remonte l'océan Atlantique par les Açores, pour rentrer ensuite à Kiel.
- Capitaine : baron von Schleinitz (1834-1910)
- Naturalistes : Theophil Studer (1845-1922), Friedrich Carl Naumann, Carl Hüsker
- Astronomes : Karl Börgen (1843-1909), Ladislaus Weinek (de) (1848-1913), Arthur Wittstein.
- Publication : Die Forschungsreise S.M.S. "Gazelle" in den Jahren 1874 bis 1876 unter Kommando des Kapitän zur See Freiherrn von Schleinitz, Siegfried Mittler & Sohn, Berlin, 1889-1890, cinq volumes

### 1875-1876:HMSAlertetHMS Discovery(en)
Cette expédition britannique dans l'Arctique cherche à établir le pôle nord géographique et magnétique.
- Capitaine : George Strong Nares (1831-1915).
- Médecins-naturalistes : Richard William Coppinger (1847-1910) et Edward Lawton Moss.
- Naturalistes : Henry Chichester Hart (en) et Henry Feilden (en)
- Publication : G. Nares, Narrative of a voyage to the Polar Sea during 1875-6 in H. M. ships “Alert” and “Discovery” (Londres, 1878) ; traduit en français sous le titre de Expédition anglaise au pôle nord (1875-1876), relation du voyage effectué par les bâtiments de Sa Majesté britannique “Alert” et “Discovery”, sous le commandement du capitaine Nares (Paris, 1877).

### 1879-1881:USSJeannetteexHMSPandora
L'expédition Jeannette, officiellement US Arctic Expedition, est une expédition commandée par George Washington De Long entre 1879 et 1881 sur l'USS Jeannette.
Le but de la mission de De Long est d'être le premier à atteindre le pôle Nord par l'océan Pacifique et le détroit de Béringen se basant sur le principe qu'un courant tempéré, le Kuroshio, coule vers le nord dans le détroit, fournissant ainsi une porte d'entrée vers une mer libre du pôle. Cette théorie s'avère illusoire : le navire de l'expédition, la Jeannette et ses trente-trois membres d'équipage, sont piégés par la glace et dérive pendant près de deux ans avant d'être écrasé par la pression des glaces et coulé au nord de la côte sibérienne. De Long mène alors ses hommes dans un périple périlleux sur la banquise. Au cours de ce voyage, et après séparation de l'équipe en trois groupes durant une tempête, De Long et vingt de ses compagnons trouvent la mort.

### 1881:USRCThomas Corwin
Plusieurs expéditions sont conduites dans la mer de Béring dont celle de 1881, à bord du Thomas Corwin. Il s'agit de retrouver la Jeannette qui a disparu ainsi que deux navires-baleiniers.
- Capitaine : Calvin Leighton Hooper.
- Naturaliste : Edward William Nelson (1855-1934).

### 1882-1883:La Romanche
Le bâtiment de la marine française La Romanche emmène l'expédition pluridisciplinaire française de la Mission scientifique du Cap Horn.
- Capitaine : Louis-Ferdinand Martial.
- Officiers / Photographes : Payen, Doze
- Botanistes : Émile Bescherelle, Paul Hariot, Adrien Franchet, Paul Petit
- Médecin / Géologue / Anthropologue : Paul Hyades
- Ornithologue : Émile Oustalet

### 1886-1896:USS Albatros(en)
Ce vaisseau qui appartient à la Commission de la pêche des États-Unis, réalise de nombreuses expéditions scientifiques sous la direction d'Alexander Emanuel Agassiz (1835-1910). Si l'inventaire et l'étude des réserves halieutiques du Pacifique sont le but premier, de nombreuses autres observations sont réalisées notamment par Townsend et d'autres scientifiques.
- Naturaliste : Charles Henry Tyler Townsend (1863-1944).

### 1893-1896:Fram
L’expédition Fram est une expédition maritime menée dans l'océan Arctique par le Norvégien Fridtjof Nansen à bord du navire Fram entre 1893 et 1896. Nansen et son équipage ont tenté d'atteindre le pôle Nord en utilisant la dérive de la banquise créée par le courant marin de l'océan Arctique.
La découverte des restes de la Jeannette au Groenland conduit certains scientifiques à formuler l'hypothèse de l'existence d'un courant marin transpolaire qui entraîne une dérive de la banquise. Nansen reprend cette théorie à son compte et se lance dans la construction d'un navire capable de résister à la pression des glaces pour lui permettre de se laisser porter par la banquise. Fridtjof Nansen, qui vient d'achever la première traversée du Groenland à ski, n'est pas un novice des expéditions polaires. Avec l'architecte naval Colin Archer, il conçoit le Fram dont la spécificité réside dans une coque arrondie lui permettant d'être soulevé par la glace plutôt qu'écrasé.

### 1897-1898:Belgica
Adrien de Gerlache (1866-1934) acquiert le Patria en 1896 et le renomme alors Belgica. Il quitte Anvers le 16 août 1897 et passe l'hiver en Antarctique avant de regagner la Belgique le 5 novembre 1898.
- Naturaliste : Emil Racoviță (1868-1947).

### 1898-1899:Valdivia(de)
Le projet de cette expédition à destination des régions antarctiques ne rencontre pas un grand succès auprès du public allemand, la souscription lancée par George von Neumayer (1826-1909) ne permettant l'affrètement que d'un seul vaisseau au lieu des deux prévus. Cette expédition allemande part de Hambourg le 1er août 1898 et gagne rapidement le cap de Bonne-Espérance. Là commence le véritable objectif de leur voyage : l'étude des eaux profondes. Le vaisseau gagne la banquise antarctique et redécouvre l'île Bouvet avant de faire relâche aux îles Kerguelen. Pour la première fois, la preuve de grandes profondeurs existant dans cette région est apportée par les travaux de sondage. Le Valdivia gagne alors l'océan Indien et étudie particulièrement la côte de Sumatra avant de regagner son port d'origine le 29 avril 1899.
- Capitaine : Adalbert Krech (de)
- Naturaliste : Carl Chun (1852-1914).
- Publication : C. Chun (1903), Aus den Tiefen des Weltmeeres.

### 1903-1905:Le Français
Expédition en Antarctique.
- Capitaine : Jean-Baptiste Charcot.

### 1908-1910:Pourquoi-Pas? IV
Expédition en Antarctique.
- Capitaine : Jean-Baptiste Charcot.

## Expéditions récentes
- Expédition arctique du Nautilus (1931)
- Trieste (bathyscaphe), 1958-
- Thalassa (navire), depuis 1996
- Tara (goélette), depuis 2007
- Expédition MOSAiC, depuis 2019

## Sources
- Marie-Louise Bauchot, Jacques Daget & Roland Bauchot (1997). Ichthyology in France at the Beginning of the 19th Century : The “Histoire Naturelle des Poissons“ of Cuvier (1769-1832) and Valenciennes (1794-1865). in Collection building in ichthyology and herpetology (PIETSCH T.W.ANDERSON W.D., dir.), American Society of Ichthyologists and Herpetologists : 27-80.  (ISBN 0-935868-91-7)
- Barbara Mearns & Richard Mearns (1998). The Bird Collectors. Academic Press (Londres) : xvii + 472 p.  (ISBN 0-12-487440-1)

## Orientation bibliographique
- Numa Broc (1988). Dictionnaire illustré des explorateurs et grands voyageurs français du XIXe siècle. I. Afrique, Éditions du Comité des Travaux historiques et scientifiques (Paris) : xxxii + 346 p.  (ISBN 2-7355-0158-2)
- Hubert Sagnières « Routes Nouvelles, Cotes Inconnues » Flammarion, 2023,  (ISBN 9782080428448)
- Numa Broc (1992). Dictionnaire illustré des explorateurs et grands voyageurs français du XIXe siècle. II. Asie, Éditions du Comité des Travaux historiques et scientifiques (Paris) : xxvi + 452 p.  (ISBN 2-7355-0233-3)
- Numa Broc (1999). Dictionnaire illustré des explorateurs et grands voyageurs français du XIXe siècle. III. Amérique, Éditions du Comité des Travaux historiques et scientifiques (Paris) : xxv + 364 p.  (ISBN 2-7355-0391-7)
- Numa Broc (2003). Dictionnaire illustré des explorateurs et grands voyageurs français du XIXe siècle. IV. Océanie, Éditions du Comité des Travaux historiques et scientifiques (Paris) : 407 p.  (ISBN 2-7355-0461-1)
- Michel Sardet (2007). Naturalistes et explorateurs du Service de la santé de la Marine au XIXe siècle, Pharmathèmes (Paris) : 285 p.  (ISBN 978-2-914399-17-3)
- Pierre Singaravélou (dir.) (2008). L'empire des géographes : géographie, exploration et colonisation, XIXe – XXe siècle, Belin (Paris) : 287 p.  (ISBN 978-2-7011-4677-5)
- Étienne Taillemite (2004). Les Découvreurs du Pacifique: Bougainville, Cook, Lapérouse, Gallimard (Paris), collection « Découvertes Gallimard / Histoire » (no 21) : 176 p.  (ISBN 978-2070763337) (Nouvelle édition de l'ouvrage paru en 1987 sous le titre Sur des mers inconnues : Bougainville, Cook, Lapérouse)
- Jean-Philippe Zanco (2008). L'Héritage oublié de Dumont d'Urville et des explorateurs du Pacifique : les voyages de Gaston de Rocquemaurel, 1837-1854., colloque Lapérouse et les explorateurs français du Pacifique, Musée de la Marine, 17-18 oct. 2008,
- Charles Darwin, Journal de bord (Diary) du Beagle, trad. Marie-Thérèse Blanchon et Christiane Bernard sous la direction de P. Tort, coord. par M. Prum. Précédé de Patrick Tort, avec la collaboration de Claude Rouquette, « Un voilier nommé Désir ». Paris, Champion Classiques, 2012.

### Liens
- La Planète Revisitée, un programme d'expéditions naturalistes du Muséum national d'Histoire naturelle : http://www.laplaneterevisitee.org/